# Red meča
Red meča (švedsko Svärdsorden) je švedski viteški red, ki ga je 23. februarja 1748 ustanovil kralj Frederik I. Švedski.
Prvotno je bil podeljen za pogum ter za izredno dolgo oz. uspešno kariero, pozneje pa je postal skoraj obvezno odlikovanje za vojaške častnike po določenih letih službe.
Od leta 1975 odlikovanje več ne podeljujejo, a red ni ukinjen.